# Joan Figuerola
Joan Figuerola (segle XVII - Perpinyà?, 1676?) va ser un impressor perpinyanenc. En morir, continuà el negoci la seva vídua.

## Biografia
Durant vint anys fou impressor a Perpinyà, i per bé que no se'n saben les dates de naixement i mort, la seva darrera data documentada és al peu d'impremta d'un llibre de 1672. El reemplaçà la seva vídua, que continuà l'obrador una dotzena d'anys, fins al 1685 pel cap baix. Aquesta tingué d'aprenent François Vigé, cunyat d'ambdós, que en un document oficial indicà que s'hi havia estat formant durant vuit anys. Posteriorment (1684), aquest posà una botiga de llibreria i impremta, i el 21 de desembre del 1690, François Vigé obtingué de Lluís XIV la llicència d'impressor com a hereu i successor del seu cunyat. Joan Figuerola és considerat el primer impressor que imprimí un llibre en francès a Perpinyà (Coppie de l'arrest du Conseil d'Estat du Roy..., 1644), un lustre després de la signatura del Tractat dels Pirineus.
Dels vint-i-cinc anys documentats d'activitat de la impremta no n'ha quedat un nombre elevat de títols referenciats, encara que seria versemblant que algunes o moltes impressions s'haguessin perdut en els tres segles llargs escolats des de l'època. Els historiadors especialitzats atribueixen a Joan Figuerola una onzena d'obres conservades, i a la seva vídua nou més. A l'apartat d'impressions es relacionen un total de vint-i-dues obres que es poden relacionar amb els Figuerola, i que aparegueren en un total de quatre idiomes diferents; llatí (6), català (9), castellà (3) i francès (4). Es coneixen dues ubicacions per a la llibreria-impremta perpinyanenca: el carrer de la Fusteria (hi era el 1660), i la Plaça Nova (hi és documentada els anys 1680 i 1683). També a la plaça Nova hi hagué la botiga de Francesc Vigé, cosa que ajudaria a provar la continuïtat empresarial d'aquest amb els Figuerola.

## Impressions

### Impressions de Joan Figuerola
- Trachtat de paus entre les curones de França y Espanya acordat y firmat per eminentissim senyor lo cardenal Masarin y lo exelentissim senyor don Luis Mendes de Haro, 1660.
- Aquino, Tomas de; Arnú, Pere Nicolau. Summa philosophiae sacado de los escritos de santo Tomás de Aquino i san Alberto. vol. I.  Perpinyà: Joan Boude i Juan Figuerola, 1662.[5]
- Coppie de l'arrest du Conseil d'Estat du Roy, donné a Fontainebleau le XVIII jour du mois de juillet MDCLXIIII pour Me. Hierosme Leopard, Grand Vicaire & Official de l'evesche d'Elne contre le chapitre et chanoines du dit Elne & Me. François Chanoine au dit Chapitre. Còpia de l'arrest del Consell de Estat del Rey, donat a Fontenebló als XVIII del mes de juliol MDCLXXXX a favor de Me. Heronym Lleopart Gran Vicari y Official del Bisbat d'Elna contra lo capitol, y canonge del dit Bisbat de Elna y Me. Francesch de Queralt canonge del dit capitol, 1664.
- Iuris responsum in favorem sindici vniuersitatis Cocoliberi contra sindicum et consules logiae maris presentis oppidi ac alios littis consortes, 1685.
- Franciscus Gallart I.V.D. presentis oppidi Perpiniani 4 octobris 1550 imposuit vendidit accreauit in & super omnibus bonis suis ac fignanter sub hipoteca especiali cuiusdam domus suae quam illo tempore tenebat ac possidebat iure diminii scitae in presenti oppido Perpiniani, in vico vulgariter dicto de la Fuctaria latius designatae, & confrontae in censualis instrumento de quo in processu ..., 1666.
- Iuris responssum pro Carolo de Banyuls contra D. dompnum Iosephum Dardena et Darnius, commitem de las Illas, 1666. («Exemplar digitalitzat».)
- Pro nobilibus Francisca Riu, Reimunda Bertran et Riu, et Ioanne Riu, contra nobilem Mariam Roquet et Riu, viduam Joannis Roquet, quondam burgensis Perpiniani, juris allegatio, Nobilis Dompnus Antonius Riu & de Coronat in capitulis matrimonialibus dompnae Mariae eius filiae, & joannis Roquet Burgensis illius viri receptis per Ioane Albafulla ....
- Bona, Giovanni. Lo camí del paradís. Traduit del Frances en Catala per qui desija serhi ab la Companya de sos enemichs, 1668. («Exemplar digitalitzat».)
- [Anònim]. Summari de les Constitutions i regles tretes de les bulles pontificies, ab differents oracions deuotes i exercicis de les congregacions de la Verge nostra Señora, fundades ab auctoritat Apostolica, en les cases i collegis de la Compañia de Iesus, donat à llum per la que està instituida en lo Collegi de la mateixa Compañia de Iesus de la fidelissima vila de Perpiña.  Perpinya: en casa de Ioan Figuerola, 1668. Encara que no s'hi indica directament l'autoria, la llicència eclesiàstica posa en Descamps com a responsable de l'obra.
- Tractat de pau entre las coronas de Franca i Espanya. Conclòs en Aix-la-Chapelle als 2 de maig 1668. Traduhit de francès en català, 1668.
- Guilla, Lluis. Manual de Doctrina christiana, contenint set diferents tractats especificats en la tercera pàgina, 1670.
- Officia propria plurimorum sanctorum, 1670.
- Descamps, Antonio Ignacio. Vida del Venerable Padre Francisco Suarez, de la Compañia de Jesus, Cathedratico de Theologia en Roma, Salamanca, y Alcalà, &c. y finalmente, de Prima, iubilado en la insigne y real Vniversidad de Coimbra Doctor eximio, pio, y eminente en la Iglesia de Dios por la divina Gracia, renombre, que aun viviendo le diô, en sus Letras Apostolicas, la Santidad de Paulo Quinto.  Perpiñán: por Iuan Figuerola, 1671-1672.[6]
- S. Augustinus arbiter, controversiarum De gratia et libero arbitrio, 1672.

### Viuda de Joan Figuerola
- Confessionari del benaventurat sant Thomàs de Aquino. Traduït ara novament de llengua castellana en la nostra materna cahalana, 1677.
- Traité de paix entre la France et l'Espagne conclue à Nimègue le 17 septembre 1678, 1678.
- Romieu, Pierre. La circulation du sang dans les veines par deux mouvements opposés, nouvellement découverts, sans la participation du coeur, ny des artères, appuyés sur les démonstrations les plus probables et de la pratique ordinaire des médecins et des authorités d'Hipocrate, Galien et autres, avec la cause du mouvement du coeur, l'usage des veines lactées, et la cause du retour des fièvres intermittantes, 1680.
- Romieu, Pierre. Traité de la nature et propriété des eaux minerales et bacins acides nouvellement découverts près d'un lieu nommé Vendres Diocese de Beziers en la province du Languedoc, 1683.
- Guilla, Lluis. Alas per volar a Déu mediant l'amor y temor.  Perpinyà: Barthomeu Breffel, Vidua Figuerola, 1685.[7]
- Guilla, Lluis. Manual de Doctrina christiana, 1685.[7]
- Badua, Jaume Ignasi. Sermó panegýrich de l'angèlich doctor y sol inmortal de la Iglésia, sant Tomàs de Aquino, predicat en la iglésia de Sant Domingo de Perpinyà als 28 maitg de l'any 1686, 1686.[7]
- María de Jesús de Ágreda; Descamps y de Tord, Antonio Ignacio (aprovació-pròleg). Mystica ciudad de Dios, milagro de su omnipotencia, y abysmo de su la gràcia. Historia divina, y vida de la Virgen Madre de Dios, reyna y señora nuestra Maria Santíssima. Manifestada en estos ultimos siglos por la misma Señora a su esclava Sor Maria de Jesús, abadesa del Convento de la Inmaculada Concepción de la villa de Agreda, de la provincià de Burgos de la Regular Observancia del Serafico Padre San Francisco, y escrita por esta misma sierva suya, y orden de sus confessores y prelados.  Perpiñán: Francisco Vige; viuda de Juan Figuerola; Luis Reynier - Geronymo Garsin; Bartholomé Breffel, 1681-1690.[8]
  -  Mystica ciudad de Dios. Primera[-segunda] parte. Tercera impressión.  Perpiñán: Viuda de Juan Figuerola, 1684.[7]
  -  Mystica ciudad de Dios. Quarta impressión.  Perpiñán: Viuda de Juan Figuerola, 1685.[7]